# Pararondibilis
Pararondibilis is een kevergeslacht uit de familie van de boktorren (Cerambycidae). De wetenschappelijke naam van het geslacht werd voor het eerst geldig gepubliceerd in 1961 door Breuning.

## Soorten
Pararondibilis omvat de volgende soorten:
- Pararondibilis acrosa Holzschuh, 2003
- Pararondibilis eluta Holzschuh, 2003
- Pararondibilis macularia Holzschuh, 2003
- Pararondibilis sikkimensis Breuning, 1961